# Mathilde van Boulogne (1105-1152)
Mathilde van Boulogne (ca. 1105 — Castle Hedingham, 3 mei 1152) was een dochter van Eustaas III van Boulogne en Maria van Schotland. Mathilde was koningin van Engeland.
Mathilde was erfdochter van het graafschap Boulogne en grote bezittingen in Engeland en Normandië. Koning Hendrik I van Engeland bemoeide zich daarom persoonlijk met haar huwelijk en liet haar trouwen met zijn neef Stefanus van Blois. Na het overlijden van Hendrik in 1135 maakte Stefanus zich meester van de Engelse troon. Mathilde was daar niet bij aanwezig, zij verbleef hoogzwanger in Boulogne. Op 22 maart 1136 werd ze in de Westminster Abbey tot koningin gekroond.
Hendrik had echter niet Stefanus maar zijn dochter Mathilde van Engeland als erfgenaam aangewezen. Daardoor ontstond er een langdurig en verward conflict tussen de fracties van Stefanus en van Mathilde van Engeland. Mathilde speelde in deze periode een belangrijke rol, ze was duidelijk de tweede "man" van de fractie van Stefanus - na Stefanus zelf:
- in 1138 leidde ze met succes het beleg van Dover, compleet met een zeeblokkade vanuit Boulogne.
- in 1139 onderhandelde ze het verdrag van Durham waarmee David I van Schotland in ruil voor grote concessies Stefanus als koning van Engeland erkende.
- in 1140 arrangeerde ze het huwelijk tussen haar zoon Eustaas IV van Boulogne en Constance (ovl. 1176), dochter van Lodewijk VI van Frankrijk. In dat jaar voerde ze ook verkennende besprekingen met de aanvoerder van de partij van Mathilde van Engeland, Robert van Gloucester.
- in 1141 organiseerde ze het verzet van de partij van Stefanus na diens gevangenneming, samen met de huurlingenaanvoerder Willem van Ieper. Ze sloten het leger van Robert in toen die Winchester belegerde, en namen hem gevangen. Robert werd daarna tegen Stefanus geruild. Mathilde wist ook een aantal belangrijke edelen terug te winnen voor de zaak van Stefanus, waaronder diens broer Hendrik.
- ze probeerde Eustaas te laten kronen. Toen de aartsbisschop van Canterbury zich hier tegen verzette, liet zij hem verbannen.

Mathilde stichtte meerdere abdijen samen met haar man en stichtte zelfstandig het convent van Higham en het Sint-Catharinahospitaal in Londen. Mathilde gaf schenkingen aan de Tempeliers.
Mathilde overleed aan een koorts en is begraven in de abdij van Faversham.
Mathilde en Stefanus hadden de volgende kinderen:
- Boudewijn, ca. 1136 op ongeveer tienjarige leeftijd overleden te Londen en begraven in de priorij van Aldgate
- Eustaas
- Willem
- Mathilde, als peuter met Pasen 1136 verloofd met Walram IV van Meulan maar ca. 1140 op ongeveer zesjarige leeftijd overleden en begraven in de priorij van Aldgate.
- Maria.

## Voorouders
| Mathilde van Boulogne | Vader: Eustaas III van Boulogne | Grootvader: Eustaas II van Boulogne   | Overgrootvader: Eustaas I van Boulogne      |
| Mathilde van Boulogne | Vader: Eustaas III van Boulogne | Grootvader: Eustaas II van Boulogne   | Overgrootmoeder: Mathilde van Leuven        |
| Mathilde van Boulogne | Vader: Eustaas III van Boulogne | Grootmoeder: Ida van Verdun           | Overgrootvader: Godfried II van Lotharingen |
| Mathilde van Boulogne | Vader: Eustaas III van Boulogne | Grootmoeder: Ida van Verdun           | Overgrootmoeder: Doda                       |
| Mathilde van Boulogne | Moeder: Maria van Schotland     | Grootvader: Malcolm III van Schotland | Overgrootvader: Duncan I van Schotland      |
| Mathilde van Boulogne | Moeder: Maria van Schotland     | Grootvader: Malcolm III van Schotland | Overgrootmoeder: Sybil                      |
| Mathilde van Boulogne | Moeder: Maria van Schotland     | Grootmoeder: Margaretha van Schotland | Overgrootvader: Eduard Ætheling             |
| Mathilde van Boulogne | Moeder: Maria van Schotland     | Grootmoeder: Margaretha van Schotland | Overgrootmoeder: Agatha                     |

- International Standard Name Identifier: 0000 0000 5295 208X
- Library of Congress Control Number: nr2005025905
- Nationale Bibliotheek van Israël: 987009349328205171
- Virtual International Authority File: 31955134
- WorldCat: E39PBJdrJVDgKtkM4pBDTkhGpP